# FUT6
Fukoziltransferaza 6 je enzim koji je kod ljudi kodiran genom FUT6.
Alfa-1,3-fukoziltransferaze sačinjavaju veliku familiju glikoziltransferaza sa visokim stepenom homologije. Enzimi ove porodice se sastoje od 3 glavna obrasca aktivnosti koji se nazivaju mijeloid, plazma i Luis, zasnovan na njihovom kapacitetu da prenesu alfa-L-fukozu na različite akceptore oligosaharida, njihovoj osetljivosti na inhibiciju N-etilmaleimida, njihovim potrebama za katjonima i njihovim tkivno specifičnim obrascima izražavanja. Različite kategorije alfa-1,3-fukoziltransferaza se sekvencijalno izražavaju tokom embrio-fetusnog razvoja.

## Literatura
- Weston BW, Smith PL, Kelly RJ, Lowe JB (1992). „Molecular cloning of a fourth member of a human alpha (1,3)fucosyltransferase gene family. Multiple homologous sequences that determine expression of the Lewis x, sialyl Lewis x, and difucosyl sialyl Lewis x epitopes.”. J. Biol. Chem. 267 (34): 24575—84. PMID 1339443. doi:10.1016/S0021-9258(18)35803-4 .
- Cameron HS, Szczepaniak D, Weston BW (1995). „Expression of human chromosome 19p alpha(1,3)-fucosyltransferase genes in normal tissues. Alternative splicing, polyadenylation, and isoforms.”. J. Biol. Chem. 270 (34): 20112—22. PMID 7650030. doi:10.1074/jbc.270.34.20112 .
- Maruyama K, Sugano S (1994). „Oligo-capping: a simple method to replace the cap structure of eukaryotic mRNAs with oligoribonucleotides.”. Gene. 138 (1–2): 171—4. PMID 8125298. doi:10.1016/0378-1119(94)90802-8.
- Mollicone R, Reguigne I, Fletcher A,  . (1994). „Molecular basis for plasma alpha(1,3)-fucosyltransferase gene deficiency (FUT6).”. J. Biol. Chem. 269 (17): 12662—71. PMID 8175676. doi:10.1016/S0021-9258(18)99927-8 .
- Suzuki Y, Yoshitomo-Nakagawa K, Maruyama K,  . (1997). „Construction and characterization of a full length-enriched and a 5'-end-enriched cDNA library.”. Gene. 200 (1–2): 149—56. PMID 9373149. doi:10.1016/S0378-1119(97)00411-3.
- Borsig L, Imbach T, Höchli M, Berger EG (2000). „alpha1,3Fucosyltransferase VI is expressed in HepG2 cells and codistributed with beta1,4galactosyltransferase I in the golgi apparatus and monensin-induced swollen vesicles.”. Glycobiology. 9 (11): 1273—80. PMID 10536043. doi:10.1093/glycob/9.11.1273 .
- Schnyder-Candrian S, Borsig L, Moser R, Berger EG (2000). „Localization of alpha 1,3-fucosyltransferase VI in Weibel-Palade bodies of human endothelial cells.”. Proc. Natl. Acad. Sci. U.S.A. 97 (15): 8369—74. Bibcode:2000PNAS...97.8369S. PMC 26954 . PMID 10900002. doi:10.1073/pnas.97.15.8369 .
- Kamińska J, Musielak M, Nowicka A,  . (2001). „Neutrophils promote the release of alpha-6-fucosyltransferase from blood platelets through the action of cathepsin G and elastase.”. Biochimie. 83 (8): 739—42. PMID 11530205. doi:10.1016/S0300-9084(01)01306-2.
- Roos C, Kolmer M, Mattila P, Renkonen R (2002). „Composition of Drosophila melanogaster proteome involved in fucosylated glycan metabolism.”. J. Biol. Chem. 277 (5): 3168—75. PMID 11698403. doi:10.1074/jbc.M107927200 .
- Strausberg RL, Feingold EA, Grouse LH,  . (2003). „Generation and initial analysis of more than 15,000 full-length human and mouse cDNA sequences.”. Proc. Natl. Acad. Sci. U.S.A. 99 (26): 16899—903. Bibcode:2002PNAS...9916899M. PMC 139241 . PMID 12477932. doi:10.1073/pnas.242603899 .
- Kanoh A, Ota M, Narimatsu H, Irimura T (2003). „Expression levels of FUT6 gene transfected into human colon carcinoma cells switch two sialyl-Lewis X-related carbohydrate antigens with distinct properties in cell adhesion.”. Biochem. Biophys. Res. Commun. 303 (3): 896—901. PMID 12670495. doi:10.1016/S0006-291X(03)00420-0.
- Martinez-Duncker I, Michalski JC, Bauvy C,  . (2004). „Activity and tissue distribution of splice variants of alpha6-fucosyltransferase in human embryogenesis.”. Glycobiology. 14 (1): 13—25. PMID 14514715. doi:10.1093/glycob/cwh006 .
- Ota T, Suzuki Y, Nishikawa T,  . (2004). „Complete sequencing and characterization of 21,243 full-length human cDNAs.”. Nat. Genet. 36 (1): 40—5. PMID 14702039. doi:10.1038/ng1285 .
- Kimura K, Wakamatsu A, Suzuki Y,  . (2006). „Diversification of transcriptional modulation: large-scale identification and characterization of putative alternative promoters of human genes.”. Genome Res. 16 (1): 55—65. PMC 1356129 . PMID 16344560. doi:10.1101/gr.4039406.
- Higai K, Miyazaki N, Azuma Y, Matsumoto K (2007). „Interleukin-1beta induces sialyl Lewis X on hepatocellular carcinoma HuH-7 cells via enhanced expression of ST3Gal IV and FUT VI gene.”. FEBS Lett. 580 (26): 6069—75. PMID 17054948. S2CID 9731951. doi:10.1016/j.febslet.2006.09.073.